# Jagoda Grondecka
Jagoda Grondecka (ur. 28 maja 1993) – polska iranistka, dziennikarka, publicystka specjalizująca się w kwestiach bliskowschodnich.

## Życiorys
Jagoda Grondecka pochodzi z Głuszycy. Uczyła się w I Liceum Ogólnokształcącym w Wałbrzychu. Trzykrotnie była finalistką olimpiady polonistycznej. Ukończyła na Uniwersytecie Warszawskim studia w zakresie iranistyki (licencjat – 2016) oraz stosunków międzynarodowych (magister – 2018).
Odbywała staże w ambasadach RP w Teheranie i Islamabadzie. Współpracowała bądź współpracuje m.in. z Krytyką Polityczną, Kulturą Liberalną, „Gazetą Wyborczą”, „Polityką”. Szeroką rozpoznawalność zyskała podczas ofensywy Talibów w Afganistanie w sierpniu 2021, jako jedyna polska dziennikarka przebywająca w Kabulu (mieszkała tam od 2020) i relacjonująca w polskich mediach na temat tamtejszej sytuacji. W swoich reportażach z Afganistanu skupia się przede wszystkim na życiu codziennym, zwłaszcza kobiet. Była zaangażowana w pomoc przy ewakuacji do Polski 140 Afgańczyków w sierpniu 2021. Pod koniec miesiąca została ewakuowana do Polski, lecz po kilku tygodniach wróciła do Kabulu.

## Wyróżnienia
- 2021 – nagroda Pióro Nadziei Amnesty International Polska[15]
- 2021 – tytuł „Dziennikarka – Obywatelka 2021” Towarzystwa Dziennikarskiego[11]
- 2021 – nominacja do Nagrody Fundacji im. Janiny Paradowskiej i Jerzego Zimowskiego[16]
- 2021 – Nagroda im. Beaty Pawlak Fundacji im. Stefana Batorego[17][18]
- 2021 – II miejsce w konkursie Grand Press „Dziennikarz Roku 2021"[19]
- 2022 – nagroda czytelniczek i czytelników „Wysokich Obcasów”[13]